# Basso Reno
Il Basso Reno (Bas-Rhin, in alsaziano Underelsàss o Underrhin) è un dipartimento francese della regione Grand Est.

## Geografia
Il territorio del dipartimento confina con i dipartimenti dell'Alto Reno (Haut-Rhin) a sud, di Vosgi (Vosges) e della Meurthe e Mosella a sud-ovest, di Mosella (Moselle) a ovest e con la Germania: Länder Renania-Palatinato a nord e Baden-Württemberg a est, oltre il fiume Reno.
Oltre a Strasburgo, le principali città del dipartimento sono Haguenau, Molsheim, Saverne, Sélestat e Wissembourg.
Il dipartimento è stato creato dopo la Rivoluzione francese, il 4 marzo del 1790, in applicazione della legge del 22 dicembre del 1789, a partire dal territorio della provincia di Alsazia.
I confini del dipartimento hanno subìto nel tempo numerose modifiche:
- nel 1793 sono state annesse le contee di Drulingen e Sarrewerden, dopo la loro riannessione al territorio francese;
- nel 1795 la regione di Schirmeck fu tolta al dipartimento e annessa al dipartimento dei Vosgi;
- nel 1808 furono annesse al territorio del dipartimento alcuni territori orientali sul Reno, fra cui la città di Kehl;
- nel 1814 i territori a est del Reno furono scorporati dal dipartimento, che invece acquisì i territori settentrionali, fra cui la città di Landau;
- nel 1815 sono stati scorporati tutti i territori a nord della Lauter;
- nel 1871 il Trattato di Francoforte sposta tutto il territorio sotto il controllo tedesco;
- nel 1919 con il Trattato di Versailles il dipartimento ritorna francese.